# Département Landes
Das Département des Landes [lɑ̃ːd] ist das französische Département mit der Ordnungsnummer 40. Es liegt im Südwesten des Landes in der Region Nouvelle-Aquitaine. Der Name ist ein Plural (les Landes, département des Landes; gascognisch las Lanas) und ist abgeleitet aus der Bezeichnung der dort einst vorherrschenden Heidelandschaft (frz. lande), aus der seit den großen Aufforstungen auf Befehl Napoleons das größte zusammenhängende Waldgebiet Westeuropas geworden ist, bekannt als Les Landes (die Landes).

## Geographie
Das Département grenzt im Westen an den Atlantischen Ozean, innerhalb Aquitaniens im Norden an das Département Gironde, im Nordosten an das Département Lot-et-Garonne und im Süden an das Département Pyrénées-Atlantiques. Im Osten grenzt es an das Département Gers der Region Okzitanien.
Landschaftlich ist das Département durch das größte zusammenhängende Waldgebiet Westeuropas geprägt, den Forêt des Landes. Der Wald reicht weit über die Grenzen des Départements hinaus südlich bis an den Adour, östlich bis an die Garonne und nördlich bis weit in das Médoc. Im Gegensatz zu den benachbarten Hügel- und Bergländern sind die Landes zum größten Teil eine Tiefebene. Die wenigen Hügel sind flach. Seit den 1980er Jahren sind große Teils des Waldes erheblich geschädigt, mehr als irgendein anderes Waldgebiet in Frankreich.
Bedeutendster Fluss ist der Adour, der den südlichen Teil des Départements in Ost-West-Richtung durchquert, bei Dax nach Südwesten dreht, sich an der Grenze zum Département Pyrénées-Atlantiques mit der Gaves Réunis vereinigt und zwischen Tarnos und Anglet in den Atlantik mündet.

## Wappen
Beschreibung: Das Wappen ist in Blau und Rot geviert. Feld 1 und 4 mit einem goldenen laufenden hersehenden blaubewehrten und -gezungten Löwen und in den anderen Feldern drei goldene Lilien.

## Geschichte
Das Département wurde während der Französischen Revolution am 4. März 1790 aus Teilen der damaligen Provinzen Guyenne und Gascogne gebildet. Es untergliederte sich in vier Distrikte (französisch: district), die Vorläufer der Arrondissements. Die Distrikte waren Dax, Mont-de-Marsan, Saint-Sever und Tartas. Das Département und die Distrikte untergliederten sich in 25 Kantone und hatten ca. 200.000 Einwohner. Hauptstadt war bereits Mont-de-Marsan.

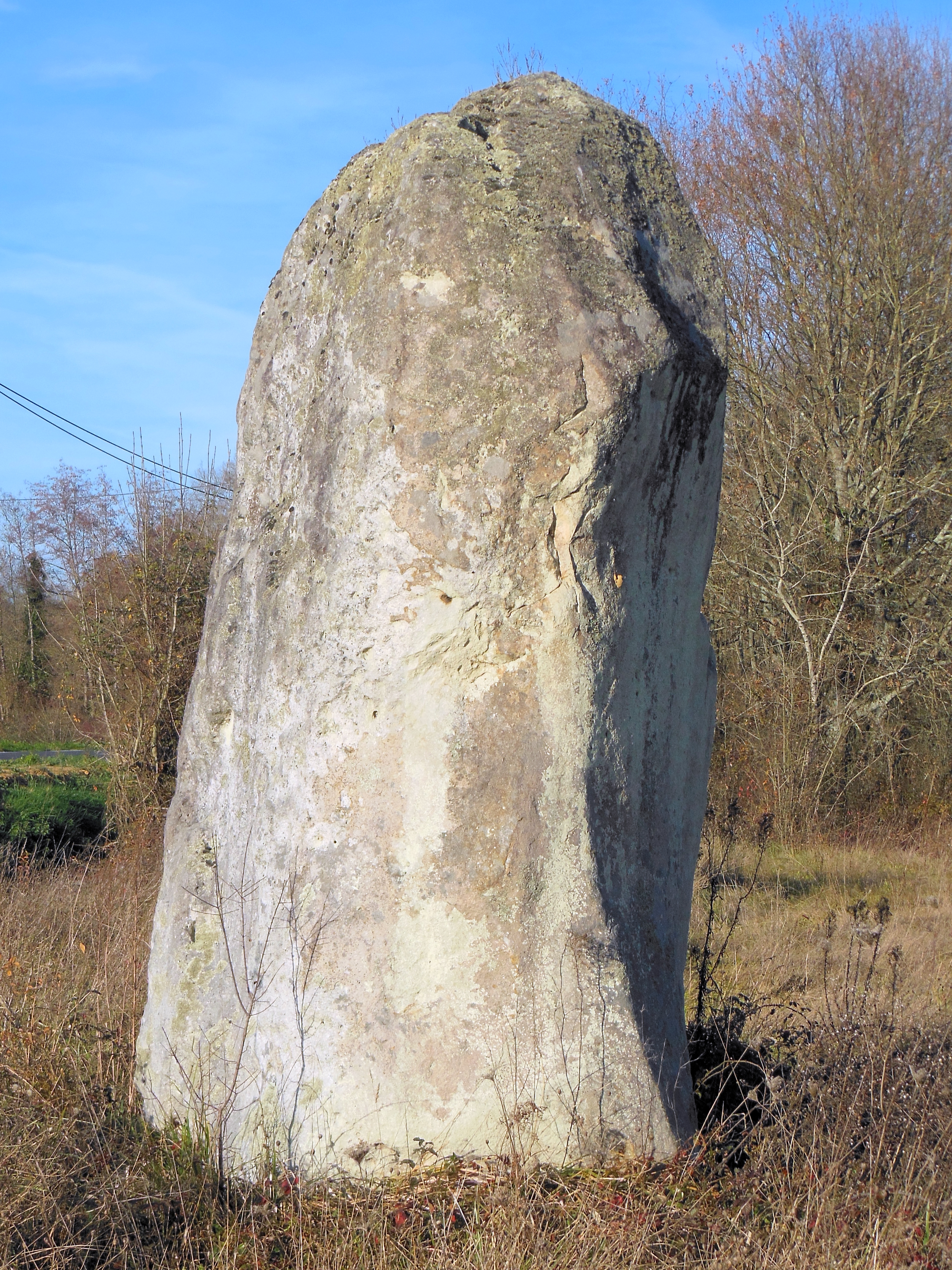
Menhir von Capdoubos

Im Département Landes befinden sich der Menhir von Capdoubos, der Megalith von Guillay, der Menhir von Larqué und der Menhir von Méniche.
Die Arrondissements Dax, Mont-de-Marsan und Saint-Sever wurden am 17. Februar 1800 eingerichtet, das Arrondissement Saint-Sever am 10. September 1926 aufgelöst und in die Arrondissements Dax und Mont-de-Marsan integriert. Im Zweiten Weltkrieg war das Département nach dem Waffenstillstand von Compiègne während der ersten Jahre der deutschen Besetzung Frankreichs von der für Menschen und Waren nur mit Genehmigung passierbaren Demarkationslinie zwischen der besetzten und der „freien“ Zone durchtrennt.
Von 1960 bis 2015 gehörte das Département der Region Aquitanien an, die 2016 in der Region Nouvelle Aquitaine aufging.

## Städte
Die bevölkerungsreichsten Gemeinden des Départements Landes sind:
| Stadt                    | Einwohner (2022) | Arrondissement |
| ------------------------ | ---------------- | -------------- |
| Mont-de-Marsan           | 31.455           | Mont-de-Marsan |
| Dax                      | 21.716           | Dax            |
| Biscarrosse              | 15.412           | Mont-de-Marsan |
| Saint-Paul-lès-Dax       | 14.114           | Dax            |
| Tarnos                   | 12.900           | Dax            |
| Saint-Pierre-du-Mont     | 9.996            | Mont-de-Marsan |
| Capbreton                | 9.218            | Dax            |
| Soustons                 | 8.445            | Dax            |
| Saint-Vincent-de-Tyrosse | 8.051            | Dax            |
| Mimizan                  | 7.449            | Mont-de-Marsan |

## Verwaltungsgliederung
Das Département Landes gliedert sich in 2 Arrondissements, 15 Kantone und 330 Gemeinden:
| Arrondissement     | Kantone | Gemeinden | Einwohner 1. Januar 2022 | Fläche km² | Dichte Einw./km² | Code INSEE |
| ------------------ | ------- | --------- | ------------------------ | ---------- | ---------------- | ---------- |
| Dax                | 9       | 152       | 240.041                  | 3.194,16   | 75               | 401        |
| Mont-de-Marsan     | 8       | 175       | 188.386                  | 6.048,44   | 31               | 402        |
| Département Landes | 15      | 327       | 428.427                  | 9.242,60   | 46               | 40         |

Siehe auch:

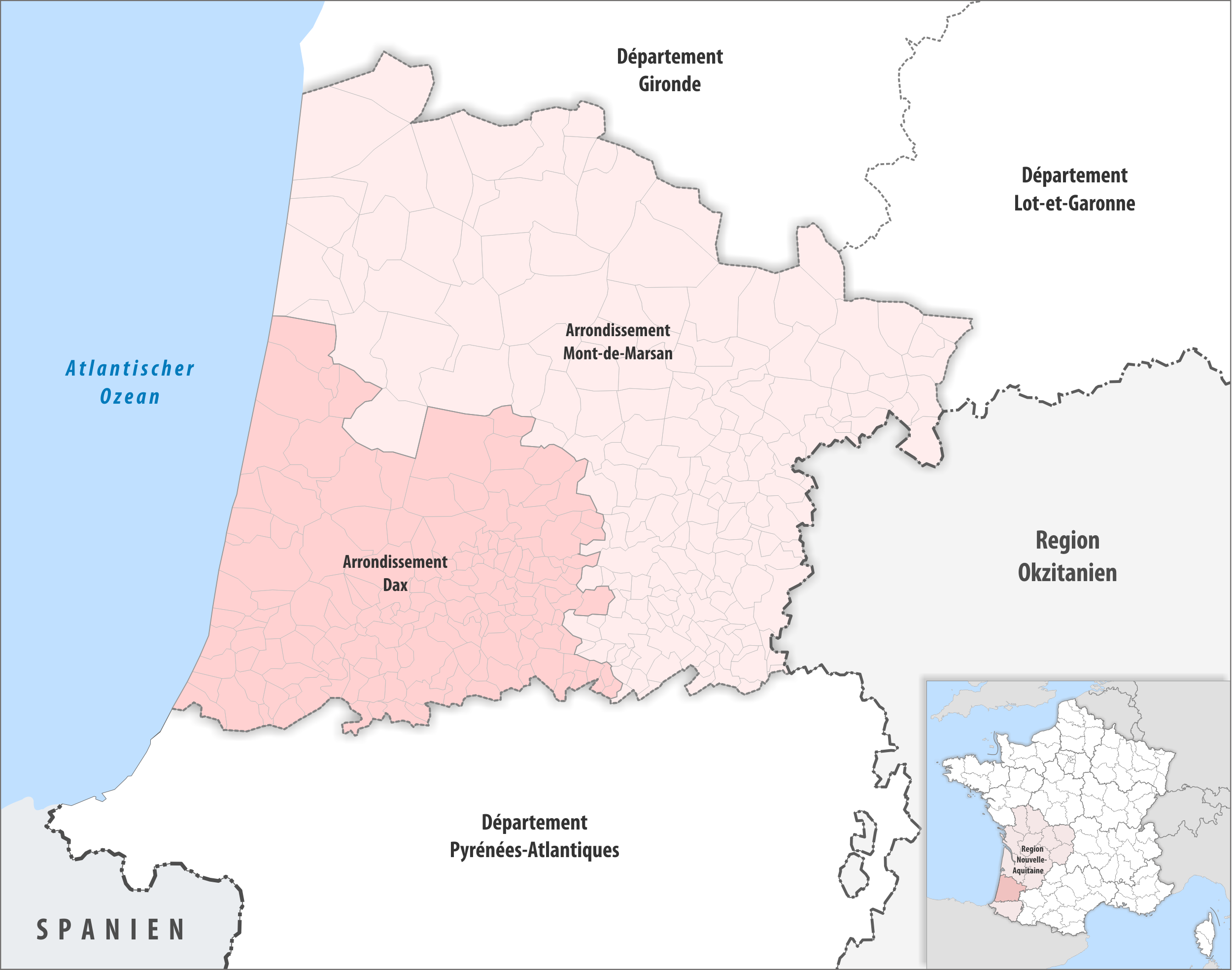
Gemeinden und Arrondissemente im Département Landes

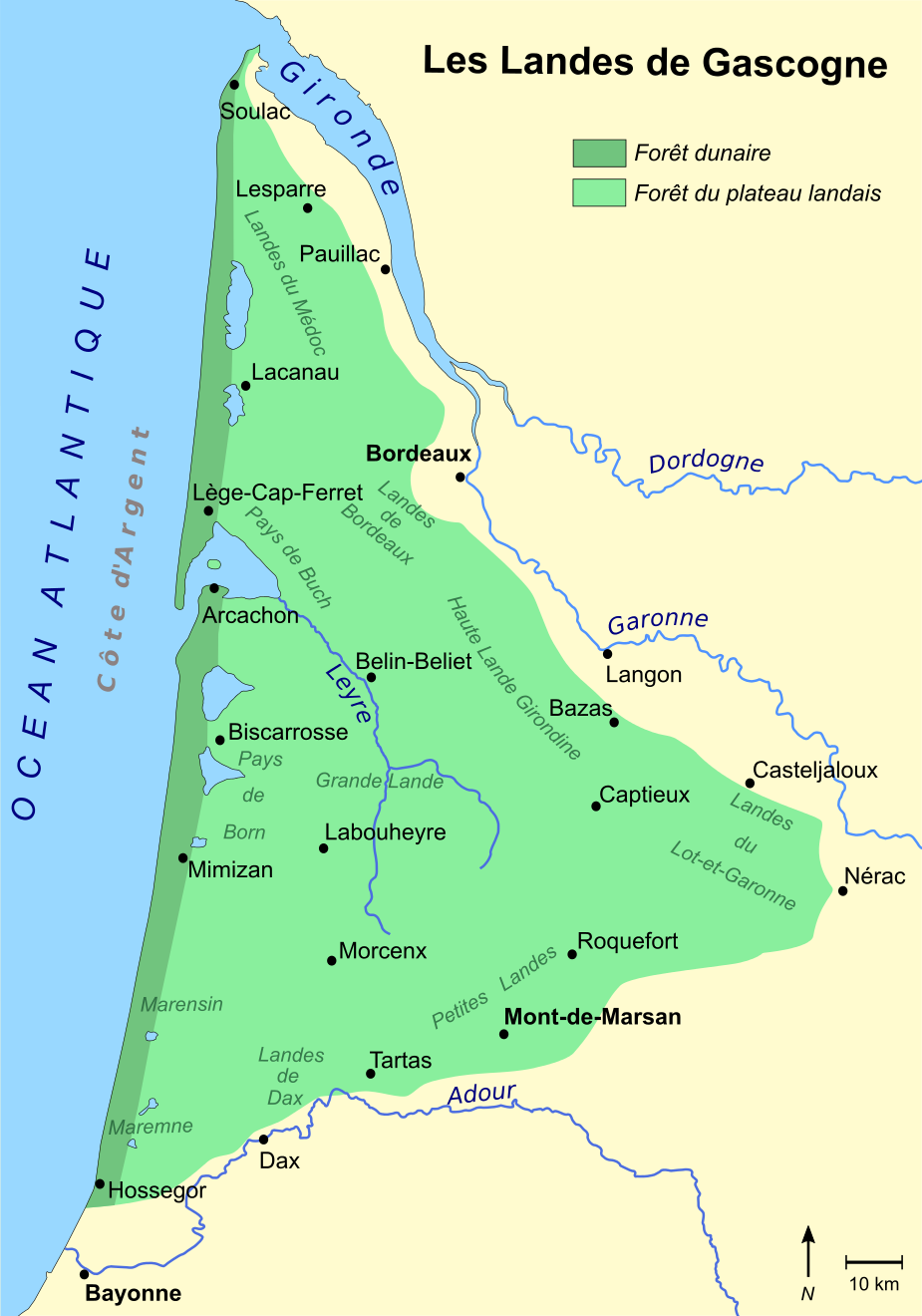
Waldgebiet und Dünengürtel der Landes

- Liste der Gemeinden im Département Landes
- Liste der Kantone im Département Landes
- Liste der Gemeindeverbände im Département Landes

## Wirtschaft
Die Landes sind die waldreichste Region Frankreichs. Zwei Drittel des Départements sind von Wäldern (hauptsächlich See-Kiefern) bedeckt. Forstwirtschaft und Holzverarbeitung spielen deshalb eine wichtige Rolle.
Haupteinnahmequelle ist der Tourismus, der sich auf die unmittelbare Küstenregion mit ihrem durchgehenden Sandstrand konzentriert; das Meer bietet Surfern und Schwimmern beste Bedingungen, ist allerdings wegen der häufig ablandigen Strömung nicht ungefährlich. Zu den bekannten Badeorten zählen Capbreton, Hossegor, Vieux-Boucau-les-Bains, Mimizan-Plage und Biscarrosse-Plage, aber dazwischen liegen auch weniger überlaufene Abschnitte. Im Landesinneren, vor allem in Dax und Saubusse, bieten Thermalbäder die Möglichkeit zur Erholung und zu Kuraufenthalten.
Die lokale Gastronomie bietet typische Gerichte der Region wie Gänsestopfleber (Foie gras), Entenbrust (Magret de canard) oder Hähnchen in Tomaten-Paprika-Sauce (Poulet à la basquaise).

## Klima
Messstation: Cap-Ferret am Bassin d’Arcachon, 700 Meter vom Meer entfernt. (Da das Département Landes nicht über eine eigene Messstation verfügt, wurden die Daten des nördlich benachbarten Départements Gironde angegeben – wobei allerdings zu berücksichtigen ist, dass die Niederschläge zunehmen, je näher man dem Golf von Biskaya kommt; gerade im Frühsommer sind kräftige Gewitter in der Küstenregion (frz. littoral landais) nichts Ungewöhnliches.)
| maritime Klimadaten              | J  | F   | M  | A  | M  | J  | J  | A  | S  | O  | N  | D   |
| -------------------------------- | -- | --- | -- | -- | -- | -- | -- | -- | -- | -- | -- | --- |
| mittlere Höchsttemperatur        | 10 | 11  | 14 | 16 | 19 | 22 | 25 | 25 | 23 | 19 | 14 | 11  |
| mittlere Tiefsttemperatur        | 4  | 5   | 6  | 8  | 11 | 14 | 16 | 16 | 15 | 11 | 7  | 5   |
| Anzahl sehr sonnige Tage         | 3  | 3,5 | 5  | 4  | 4  | 5  | 7  | 6  | 6  | 5  | 3  | 2,5 |
| Anzahl Tage mit bedecktem Himmel | 16 | 13  | 12 | 9  | 10 | 7  | 6  | 6  | 8  | 9  | 14 | 17  |
| Anzahl Regentage                 | 13 | 12  | 11 | 9  | 10 | 7  | 7  | 9  | 10 | 10 | 12 | 13  |
| Regenmenge in mm                 | 90 | 75  | 70 | 55 | 65 | 50 | 35 | 60 | 80 | 85 | 90 | 100 |
| Wassertemperatur in Küstennähe   | 12 | 11  | 12 | 13 | 15 | 18 | 20 | 21 | 20 | 18 | 16 | 13  |

Tage pro Jahr mit
- Regenfällen über 1 mm: 123
- Frost: 15
  - Erster Frost: Anfang Dezember
  - Letzter Frost: Anfang März
- Schnee: 2
- Gewitter: 18
- Hagel: 3

Stand: 1991

## Einzelnachweise

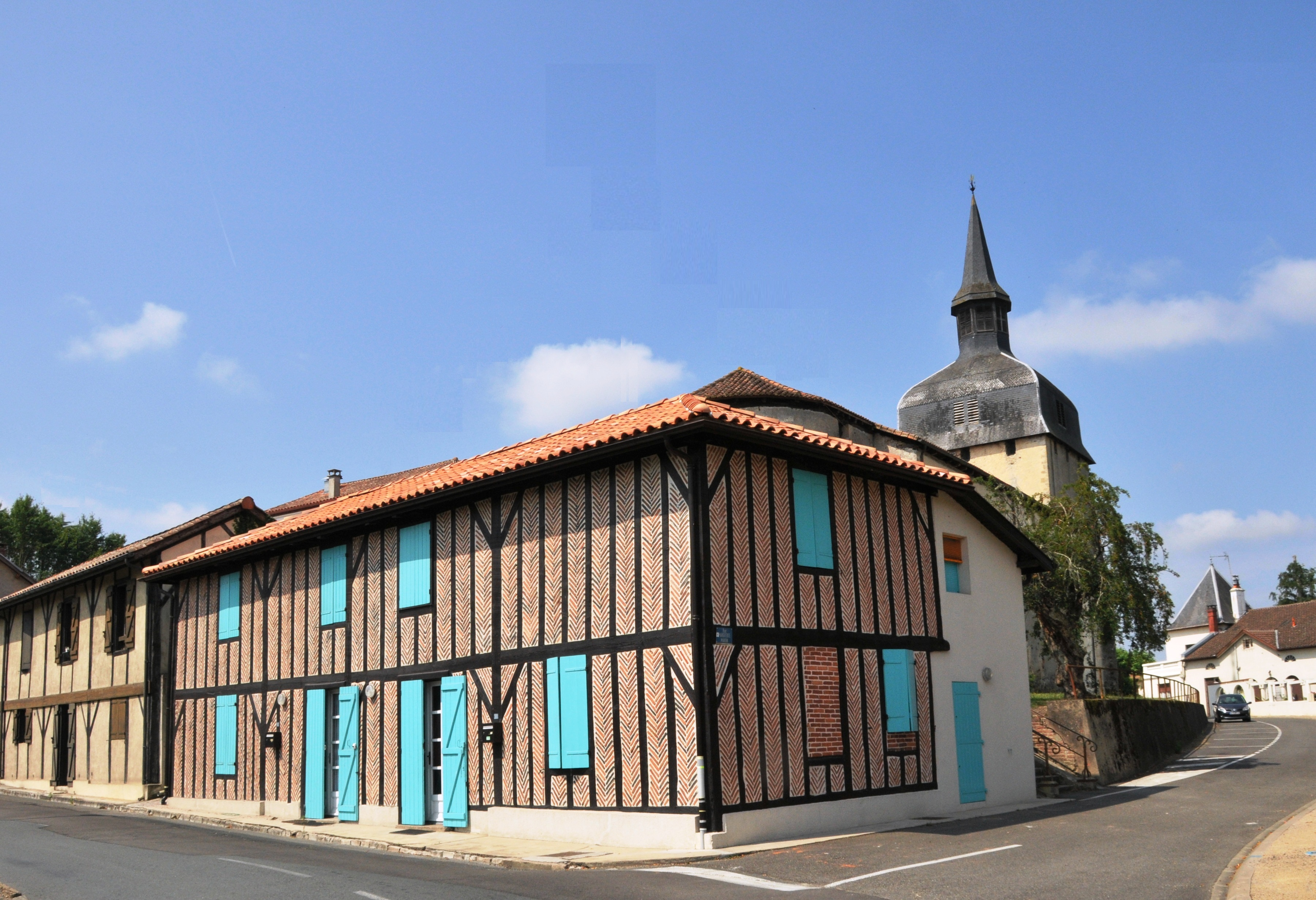
Fachwerkhaus in Magescq mit dem für die Region typischen Gefach aus Tonziegeln in Fischgrätmuster
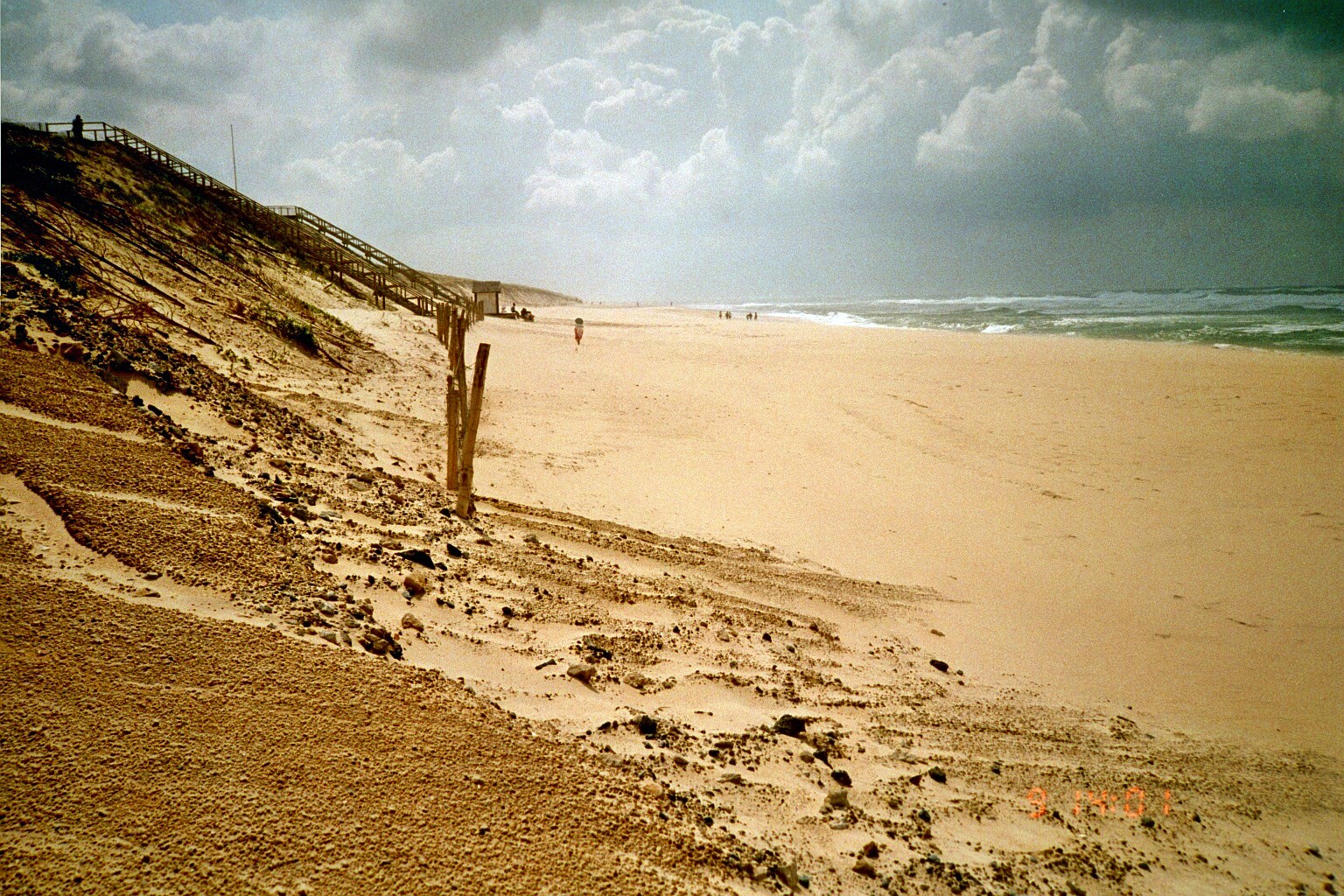
Küste bei Contis-Plage
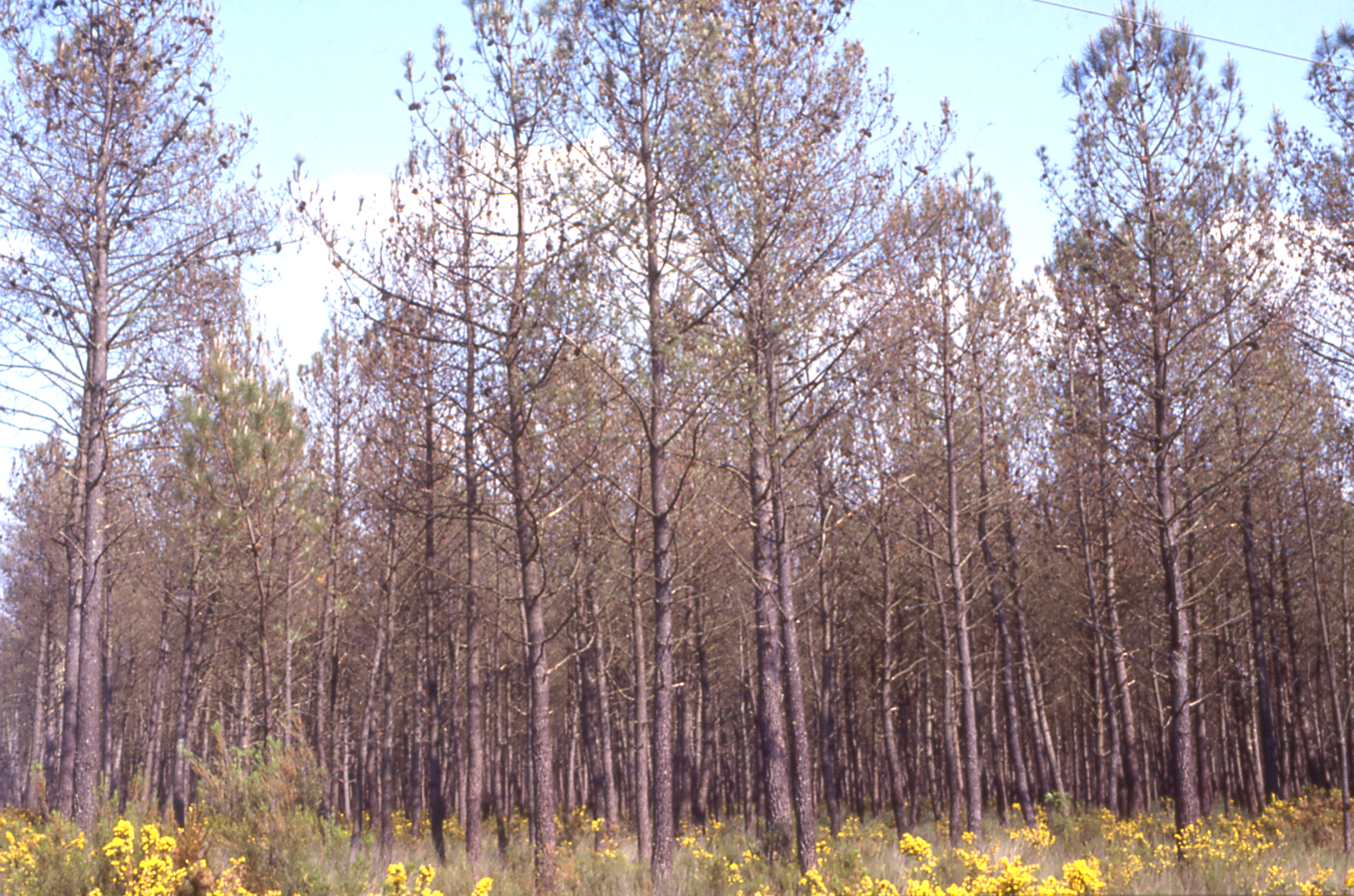
Sterbender Kiefernwald in den Landes
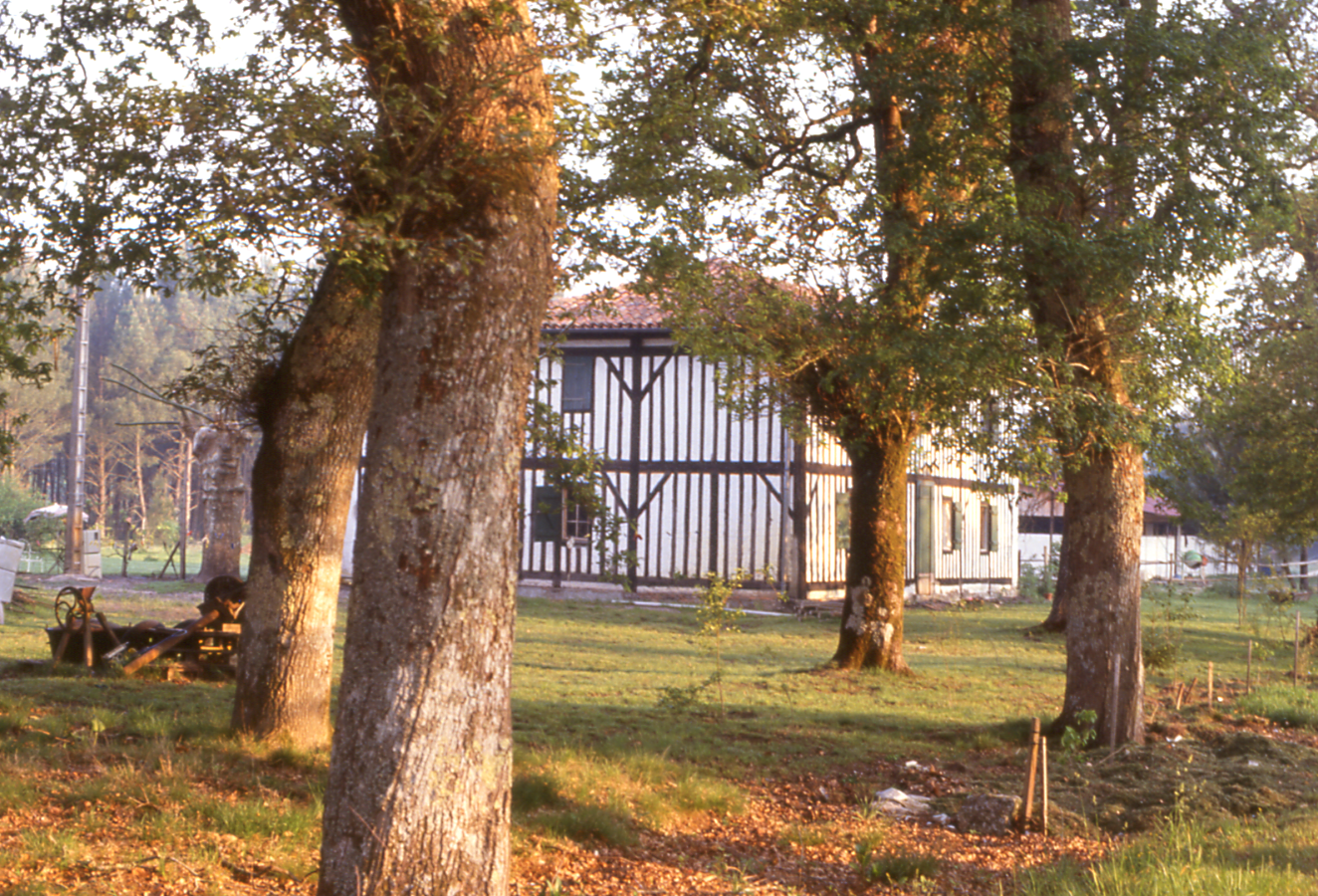
Traditioneller Bauernhaustyp Maison landaise